# André Thouin
André Thouin ( París, 10 de febrero de 1747 – ibíd. 27 de octubre de 1824) fue un botánico y agrónomo francés.

## Biografía académica
Hijo de Jean-André Thouin, jardinero jefe del Jardín del Rey y hermano del paisajista Gabriel Thouin, él aprendió botánica de Bernard de Jussieu. 
Su padre murió cuando él tenía diecisiete años y Buffon le ofreció entonces el lugar de su padre, donde aumentó considerablemente el número de plantas y cultivos allí, hasta 6.000 plantas vivas y contribuyó a los volúmenes agrícolas de la Enciclopedia Metódica. 
En 1789, fue elegido diputado del tercer estado en los Estados Generales y murió el 27 de octubre de 1824 en París, elogiado por Georges Cuvier

## Publicaciones
- Essai sur l'exposition et la division méthodique de l'économie rurale, sur la manière d'étudier cette science par principes et sur les moyens de... la perfectionner, Paris : Impr. de Marchant, 1805, in-4°, 56 p.

- Description de l'École d'agriculture pratique du Muséum d'histoire naturelle. Paris, in-4°, 1814

- Manuel d'arboriculture. Manuel illustré de la culture, de la taille et de la greffe des arbres fruitiers

- Monographie des greffes, ou Description technique des diverses sortes de greffes employées pour la multiplication des végétaux, 1821

- Cours de culture et de naturalisation des végétaux 1827

- André Thouin, Claude Joseph baron Trouvé. Voyage dans la Belgique, la Hollande et l'Italie, par feu André Thouin. Rédigé sur le journal autographe de ce savant professeur par la baron Trouvé, 1841

## Honores

### Eponimia
- (Sapindaceae) Thouinia Poit.[1]
- La abreviatura «Thouin» se emplea para indicar a André Thouin como autoridad en la descripción y clasificación científica de los vegetales.[2]